# Tree of Life

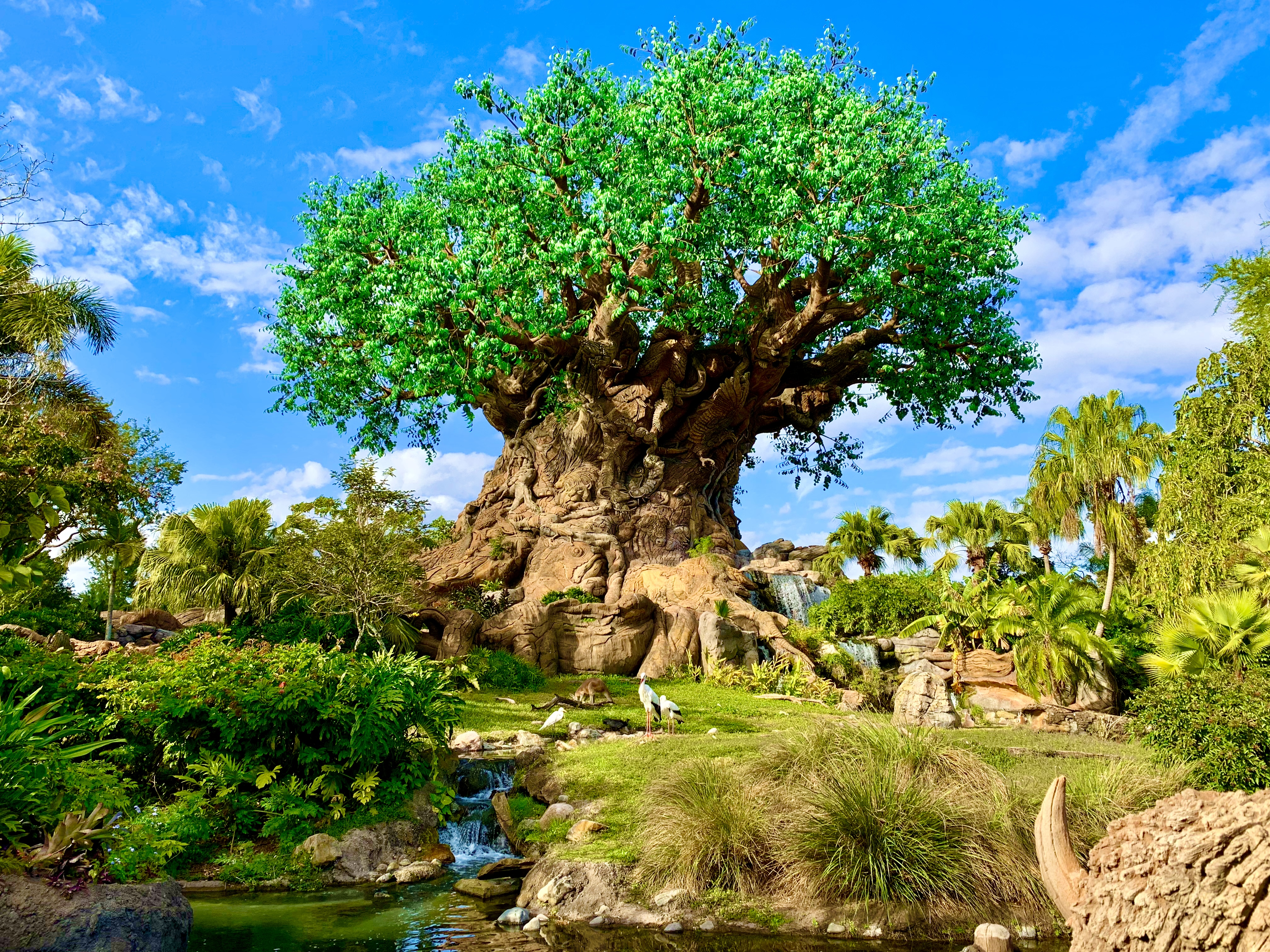
A Árvore da Vida

A Tree Of Life é uma escultura de uma árvore, símbolo do Disney's Animal Kingdom situado no Walt Disney World.
Foi inaugurada em 22 de abril de 1998, quando da abertura do Animal Kingdom. Está situada no centro do parque. No exterior da árvore há imagens de 25 animais criados pela Disney, com semelhanças no filme The Lion King .
No dia de sua inauguração, a Disney contratou o cantor Lebo M. para cantar a música Circle of Life.